# Batúrinskaya
Batúrinskaya (del ruso: Батуринская) es una stanitsa del raión de Briujovétskaya del krai de Krasnodar en el sur de Rusia. Está situada en la orilla derecha del río Beisug, 29 km al este de Briujovétskaya y 88 km al norte de Krasnodar, la capital del krai. Tenía 3 264 habitantes en 2010.
Es centro del municipio rural Batúrinskoye, al que pertenecen asimismo Zariá, Zozova Balka y
Poltavski.

## Historia
Fundada en 1794, la stanitsa es uno de los asentamientos más antiguos cosacos en el Kubán (véase cosacos del Kubán). El nombre de la localidad tiene su origen en Baturin, ciudad de la actual Ucrania. Desde 1842 es denominada stanitsa Batúrinskaya.

## Composición étnica
De los 3 631 habitantes que tenía en 2002, el 92.7 % era de etnia rusa, el 2.6 % era de etnia ucraniana, el 2.5 % era de etnia armenia, el 0.5 % era de etnia armenia, el 0.4 % era de etnia alemana, el 0.1 % era de etnia griega y el 0.1 % era de etnia tártara

## Personalidades
- Feodosi Vanin (n. 1914), atleta soviético.